# Вила Канале (Изернија)
Вила Канале је насеље у Италији у округу Изернија, региону Молизе.
Према процени из 2011. у насељу је живело 155 становника. Насеље се налази на надморској висини од 721 м.